# Poum (Nordmazedonien)
Poum (mazedonisch und albanisch indefinit, Aussprache: [ˈpoˌum]; kyrillisch Поум; albanisch definit Poumi) ist ein Dorf in der Gemeinde Struga im Südwesten Nordmazedoniens. Es liegt auf 1075 Meter über Meer und hat 67 Einwohner.

## Name
Im Mazedonischen wird das Dorf Poum (kyrillisch: Поум) genannt, wobei die Betonung auf der ersten Silbe liegt, also: [ˈpoˌum]. Im Albanischen hingegen ist die Betonung des unbestimmten Dorfnamens gleich umgekehrt, also: [ˌpoˈum]. Die bestimmte Form im Albanischen lautet Poumi [ˌpoˈumi], womit dort das Substantiv wie auch im Mazedonischen ein Maskulinum ist.

## Geographie
Poum liegt am Südwesthang eines Hügelzuges, der zum Karaorman-Massiv gehört. Gleich unterhalb des Dorfes im Südwesten beginnt ein drei Kilometer langes Bachtal, das westlich des Nachbardorfes Delogoždi endet. Dort fließt der Bach weiter, nimmt weitere auf und mündet dann ins Flusssystem von Sateska und Schwarzem Drin.
Poum ist ein typisches Straßendorf, das sich in südöstlich-nordwestlicher Länge hinzieht, und an der Straße von Delogoždi Richtung Mislodežda entstanden ist. Die traditionell von der Landwirtschaft und Viehzucht lebenden Menschen fanden hier fruchtbare, von Rinnsalen durchzogene und nur leicht ansteigende Berghänge vor, die sie bewirtschaften konnten.
Nordöstlich des Siedlungsgebietes steigt der Berghang steiler in die Höhe und ist über etwa 400 Höhenmeter bewaldet. Auf den Hügelgipfeln befinden sich Almen, die früher rege von Vieh genutzt wurden.
Nachbardörfer sind im Norden Radomirovo (8 km Luftlinie Entfernung), im Nordosten Crvena Voda (6,5 km), im Osten Botun (6,7 km), im Südosten Klimeštani (5,5 km) und Korošišta (4 km), im Süden Delogoždi (2,4 km) und Dolno Tateši (2,8 km), im Südwesten Gorno Tateši (3,5 km), im Westen Toska (2,9 km), Bogojci (3,2 km) und Brčevo (3,4 km) und im Nordwesten Mislodežda (2,2 km).

## Demographie
Laut der letzten, 2002 durchgeführten Volkszählung hatte Poum 168 Einwohner, die in 34 Haushalten lebten, welche 43 Gebäude umfassten. Dies ergab knapp fünf Personen pro Haushalt. Ethnisch gesehen sahen sich 164 Personen (98 %) als Albaner, die vier restlichen gehörten anderen Ethnien an. Als Muttersprache sah die Verteilung exakt gleich aus: 164 hatten Albanisch als Muttersprache, die vier restlichen sprachen andere Sprachen. Und auch bei der Konfession sahen sich 164 Personen als Muslime, während sich die restlichen vier zu anderen bekannten.

## Geschichte
1873 wurden im Dorf 27 Haushalte gezählt, in denen 71 muslimische Männer lebten. Die damalige vom Osmanischen Reich durchgeführte Statistik erfasste keine Frauen.
1900 zählte die Statistik von Vasil Kančov in Poum 360 muslimische Albaner.

## Dialekt
Die Dorfbewohner sprechen den zentralgegischen Dialekt des Albanischen. Beispielsweise sagt man in dieser Gegend nicht mirë [ˈmiˌɾ(ə)] (‚gut‘), oder shtëpi [ˌʃtəˈpi] (‚Haus‘), sondern mëjr [ˈməjɾ] beziehungsweise shpëj [ˌʃpəj].